# Tangcunzhen (ort i Kina, Hunan Sheng, lat 25,49, long 112,39)
Tangcunzhen (kinesiska: 塘村镇) är en ort i Kina. Den ligger i provinsen Hunan, i den södra delen av landet, omkring 310 kilometer söder om provinshuvudstaden Changsha. Antalet invånare är 21 318. Befolkningen består av 10 258 kvinnor och 11 060 män. Barn under 15 år utgör 25,0 %, vuxna 15-64 år 65 %, och äldre över 65 år 8,0 %.
Runt Tangcunzhen är det ganska tätbefolkat, med 207 invånare per kvadratkilometer. Närmaste större samhälle är Tushi, 10,9 km väster om Tangcunzhen. I omgivningarna runt Tangcunzhen växer huvudsakligen savannskog.
Genomsnittlig årsnederbörd är 2 083 millimeter. Den regnigaste månaden är maj, med i genomsnitt 335 mm nederbörd, och den torraste är oktober, med 43 mm nederbörd.